# Lundforlund Sogn
Lundforlund Sogn er et sogn i Slagelse-Skælskør Provsti (Roskilde Stift).
I 1800-tallet var Gerlev Sogn anneks til Lundforlund Sogn. Begge sogne hørte til Slagelse Herred i Sorø Amt. Lundforlund-Gerlev sognekommune blev ved kommunalreformen i 1970 indlemmet i Hashøj Kommune, der ved strukturreformen i 2007 indgik i Slagelse Kommune.
I Lundforlund Sogn ligger Lundforlund Kirke. 
I sognet findes følgende autoriserede stednavne:
- Croneshvile (landbrugsejendom)
- Lundforlund (bebyggelse, ejerlav)
- Vestermark (bebyggelse)

## Lundforlund Kirkeskov
I Lundforlund, helt tæt på landsbyen, er tilplantningen af et areal på 15,7 tønder land afsluttet i 2025. Det er menighedsrådet i Lundforlund der står bag den nye skov der er udlagt på kirkens jord. Det er primært eg, bøg og spidsløn der er blevet plantet. Skovarealet ligger øst og nord for kirken i Lundforlund. Efterhånden som Lundforlund Kirkeskov vokser til, er det planen, at skoven skal skabe muligheder og være til gavn for både offentligheden og lokalbefolkningen. I forbindelse med tilplantningen af skoven er der anlagt en befæstet grussti gennem skoven. Stien starter ved Lundforlund Præstegård og er beregnet til færdsel til fods.